# Noordoewer
Noordoewer è un centro abitato situato nella regione di ǁKaras in Namibia.

## Geografia fisica
Noordower è situata a ridosso della frontiera con il Sudafrica lungo il fiume Orange, nel sud della Namibia.